# Den lilla prinsessan
Den lilla prinsessan (engelska: A Little Princess) är en amerikansk långfilm i regi av Alfonso Cuarón från 1995. Filmen är en nyinspelning av Lilla prinsessan från 1939, där Shirley Temple innehade huvudrollen som Sara. Båda filmerna är baserade på boken En liten prinsessa av Frances Hodgson Burnett.
Filmen nominerades till två Oscars, men vann dock inte.[källa behövs]

## Handling
Sara Crewe är uppväxt i Indien och hennes pappa är en förmögen soldat. De reser till England i syfte att placera Sara på en internatskola, då hennes pappa ska ge sig ut i kriget.
Till en början har Sara det bra på den nya skolan. Hon får lätt nya kamrater och rektorn, Miss Minchin, behandlar henne bra. Men under Saras födelsedagskalas kontaktas Minchin av kapten Crewes advokat, som berättar att Saras far dött i kriget. Därefter möts Sara av en mardrömslik tillvaro.

## Rollista i urval
- Liesel Matthews – Sara Crewe
- Eleanor Bron – miss Minchin
- Liam Cunningham – kapten Crewe / prins Rama
- Rust Schwimmer – Amelia Minchin
- Vanessa Lee Chester – Becky
- Errol Sitahal – Ram Dass
- Heather DeLoach – Ermengarde
- Taylor Fry – Lavinia
- Darcie Bradford – Jesse

### Svenska röster
- Christel Körner – Amelia
- Mariam Wallentin – Becky / Lavinia
- Mia Kihl – Betsy
- Sven Wollter – krapten Crewe
- Gunnar Uddén – Dufarge
- Emma Iggström – Ermengarde
- Peter Wanngren – Frances
- Hanna Storm-Nielsen – Gertrude
- Kristin Westman – Lottie
- Christona Schollin – Minchin
- Johan Hedenberg – Ramm Dass
- Ingemar Carlehed – Randolph
- Linn Bülow – Sara Crewe
- Producent och regi – Monica Forsberg
- Översättning – Lars Torefeldt
- Tekniker – Daniel Bergfalk, Anders Öjebo, Thomas Banestål
- Svensk version producerad av KM Studio AB[9][10]